# トニー・ジアラターノ
トニー・ジアラターノ（Tony Giarratano, 1982年11月29日 - ）はアメリカ合衆国・ニューヨーク州ニューヨーク市ブルックリン区の元プロ野球選手（遊撃手）。右投両打。

## 経歴
2003年のMLBドラフトでデトロイト・タイガースから3巡目（全体70位）指名され、プロ入り。2005年にメジャー昇格し、15試合に出場した。2006年にイタリア系アメリカ人としてワールドベースボールクラシックイタリア代表に選出された。

## 選手としての特徴
シュアなバッティングとスピードを持ち合わせ、マイナーでは好成績を残してきたがメジャーでは実績を残せなかった。

## 詳細情報

### 背番号
- 39 (2005年)